# Marcela Sepúlveda
Marcela Alejandra Sepúlveda Retamal (n. Créteil, Francia, 17 de diciembre de 1976) es una arqueóloga chilena-francesa, y Doctora en Prehistoria, Etnología y Antropología, especializada en arqueología del norte de Chile y andina. Es Investigadora Asociada de la Pontificia Universidad Católica de Chile y de Unidades Mixtas de Investigación (UMR 8096 y 8220) de la Universidad de París I Panthéon-Sorbonne y la Universidad de la Sorbonne, respectivamente, en Francia. En 2018 fue distinguida por su productividad científica con el premio ‘Mujer Líder 2018 Chile’, categoría Académica, Profesional y Científica, entregado por el diario El Mercurio y Mujeres Empresarias.

## Biografía

### Educación
En 1997, obtuvo su Bachiller en Humanidades y Ciencias Sociales de la Universidad de Chile. Se licenció en Antropología, mención Arqueología, por la Facultad de Ciencias Sociales de la Universidad de Chile en 2002; su memoria para recibir el título profesional de arqueólogo se titula Imagen Rupestre y Espacialidad en el Desierto de Atacama durante los Períodos Tardíos (950-1.550 d.C.).
En 2002, Sepúlveda se traslada a Francia para cursar sus estudios de Máster y Doctorado en Prehistoria, Etnología y Antropología en la Facultad de Historia del Arte y Arqueología (UFR 03) de la Universidad de París I Panthéon-Sorbonne. En 2003, defendió su tesis de máster titulada Art rupestre et routes de caravanes. Remise en question de ce lien à partir de l´analyse de deux sites de la vallée de Suca (nord du Chili) dirigida por Profesora Nicole Pigeot de la Universidad de París I Panthéon-Sorbonne. En 2006, defendió su tesis doctoral titulada Art rupestre et iconographie dans le bassin de la riviere Salado (nord du Chili), à la periode Intermédiaire Tardive (850- 1450 apr. J.-C.) cuya dirección estuvo a cargo el Profesor Denis Vialou del Museo Nacional de la Historia Natural de París.

Acerca de su motivación por estudiar Arqueología, Sepúlveda afirma que
"Decidí ser Arqueóloga siendo muy pequeña, aproximadamente a los 7 años. Nací en Francia con padres curiosos y amantes de la historia y sus vestigios monumentales y arqueológicos. Tuve la suerte desde entonces de visitar numerosos sitios arqueológicos, castillos, catedrales, cuevas con arte paleolítico, museos y exposiciones que me llevaron a conocer tempranamente las manifestaciones dejadas por numerosos grupos humanos y culturas del pasado. Más aún siempre me gustó viajar, conocer otras gentes, sus culturas y tradiciones de modo que fueron una serie de factores que me llevaron a decidirme finalmente a concretar mi anhelo y estudiar arqueología en la Universidad."

### Carrera Académica
En 2006, retorna a Chile como Profesora Asistente del Departamento de Antropología de la Universidad de Tarapacá, y en 2010 es promovida a Profesora Asociada del mismo departamento. En 2011 realiza una estancia postdoctoral en el Centro de Investigación y de Restauración de Museos de Francia (C2RMF– UMR171) trabajando con el Dr. Philippe Walter, financiada por la Fondation Maison des Sciences de l’Homme de Paris. En 2014, adquiere el rol de Directora del Laboratorio de Análisis e Investigaciones Arqueométricas (LAIA)y en 2015, se traslada como Profesora Asociada al Instituto de Alta Investigación, cargos que desempeña en la Universidad de Tarapacá hasta finales del 2019. En 2020, se traslada a Santiago como Investigadora Asociada, Pontificia Universidad Católica de Chile.
Desde 2017, es Investigadora Asociada de la Unidad Mixta de Investigación Arqueología de las Américas (UMR 8096)  del Centro Nacional para la Investigación Científica (CNRS) y la Universidad de París I Panthéon-Sorbonne, y de la Unidad Mixta de Investigación Laboratorio de Arqueología Molecular y Estructural (UMR 8220) del CNRS y la Universidad de la Sorbonne.

### Investigación
Las investigaciones de Sepúlveda implican el estudio del arte rupestre o cultura visual y la producción, uso y consumo del color previos al siglo XVI, principalmente en el Norte del Chile y países fronterizos. Durante el doctorado, su investigación la llevó a desarrollar un área incipiente en Chile, la Arqueometría, para, según afirma Sepúlveda 
"(...) desde una mirada transdisciplinaria, desde la física, la química y la geología, abordar el estudio de las secuencias de producción y tecnologías relacionadas con la fabricación de pinturas y el uso de pigmentos y materias colorantes."
Bajo esta línea de trabajo lideró la creación del Laboratorio de Análisis e Investigaciones Arqueométricas (LAIA), inaugurado en 2014, cuyo fin es la caracterización físico-química de materiales arqueológicos, históricos y patrimoniales, donde se privilegian técnicas que permitan análisis no destructivos y lo menos invasivos posible, ya que como Sepúlveda agrega
"(... ) estudiamos la historia de vida de los materiales, ya que una vez empleados, más allá de las tecnologías desarrolladas en el pasado, estos siguen siendo afectados por distintos procesos o agentes del entorno que pueden alterarlos o modificarlos. Así buscamos tener una mayor comprensión y conocimiento general de los materiales arqueológicos, desde su composición así como desde su producción."  
A partir del estudio de materiales y la identificación de sus componentes, Sepúlveda aborda y precisa las tecnologías del color desarrolladas en el pasado, evalúa sus cambios y continuidades, así como el lugar de proveniencia de los materiales empleados y la movilidad e interacción de colectivos humanos en el pasado en Chile, así como en países vecinos, destacando entre ellos su reciente trabajo sobre la policromía del ídolo de Pachacámac, realizado mediante técnicas no invasivas ni destructivas. Sobre su descubrimiento, Sepúlveda afirma
"Es increíble. Podemos decir que es el único caso de policromía sobre madera en un objeto sagrado de tal relevancia y de los descubiertos hasta ahora (…) Esta práctica policroma fue más común en otros soportes como murales, metales o tejidos. Es escasamente conocido en iconos como estos."
y agrega sobre el cinabrio
"Nos sorprendió mucho encontrar este elemento ya que es un pigmento muy preciado y muy poco accesible, cuyo uso estuvo limitados a ciertos grupos de individuos."
Sepúlveda ha liderado más de 20 proyectos de investigación con fondos nacionales e internacionales, entre ellos como Investigadora Responsable en 4 proyectos FONDECYT de CONICYT. Cuenta además con más de 90 publicaciones en revistas y capítulos de libros. Es coeditora de “Arqueometría. Estudios analíticos de materiales arqueológicos”, primera gran síntesis en español referida a variadas técnicas arqueométricas y problemas abordados en arqueología considerando las recientes innovaciones analíticas de la cuales ha sido protagonista.
Es miembro de la Sociedad Chilena de Arqueología (Directora y Vicepresidente período 2009-2012), de la Asociación Red de Investigadoras, de la Society for American Archaeology (SAA) and Society of Archaeological Science (SAS), de la Sociedad de Americanistas en Francia y representante de Chile como miembro permanente de la Sociedad Internacional de Arte Rupestre- Bolivia (SIARB) y del comité organizador de los Congresos Latinoamericanos de Arqueometría. Además es parte de la Comisión de Arte Prehistórico de la Unión Internacional de Ciencias Prehistóricas y Protohistóricas (UISPP).

## Becas, Premios y distinciones
- 2018 Distinción “100 Mujeres Lider 2018”- categoría Académica, Profesional y Científica, otorgado por El Mercurio y Mujeres Empresarias.
- 2017 (septiembre)- 2019 (diciembre) Professeur invitée (Visitor- Professor Fellow) Chaire « Archéologie Comparée et Interdisciplinaire de la Couleur- ARCIC », Programme Chaires Sorbonne Université. IdEx Sorbonne Universités pour l’enseignement et la recherche (SUPER), Observatoire des Patrimoines.
- 2016 (octubre)-2017 (julio) Professeur Invitée (Visitor Profesor Fellow), UFR 03 Histoire de l’Art et Archeólogie, Université Paris 1- Panthéon Sorbonne.
- 2015 (enero-febrero) Professeur Invitée (Visitor- Profesor Fellow), UFR Humanités- IRAMAT (Institut de Recherche sur les Archéomatériaux), Université Bordeaux Montaigne.
- 2008 Mejor Académica Facultad de Ciencias Sociales y Jurídicas, Universidad de Tarapacá.

## Algunas Publicaciones
SEPÚLVEDA, M., D. POZZI-ESCOT, R. ANGE ES FALCÓN, N. BERMEO, M. LEBON, C. MOULHERAT, P. SARRAZIN y P. WALTER.  2020. Unraveling the Polychromy and Antiquity of the Pachacamac Idol, Pacific coast, Peru. PLoSONE 15(1): e0226244.
SEPÚLVEDA, M., T. SAINTENOY, L. CORNEJO, C. DUDOGNON, F. ESPINOZA, Z. GUERRERO-BUENO y E. CERRILLO-CUENCA. 2019. Rock Art Painting and Territoriality in the precordillera of northernmost Chile (South Central Andes). Archaeological and Spatial Approaches to the Naturalistic Tradition. Quaternary International 43 (Part B): 254-263.
SEPÚLVEDA, M., F. GALLARDO, B. BALLESTER, G. CABELLO y E. VIDAL. 2019. El Condor mine: prehispanic production and consumption of hematite pigments in the Atacama Desert, northern Chile. Journal of Anthropological Archaeology 53: 325- 341.
SEPÚLVEDA, M., S. GUTIERREZ, M. CAMPOS-VALLETTE, V. STANDEN, B. ARRIAZA, J. CÁRCAMO. 2015. Micro-Raman spectral identification of manganese oxides black pigments in archaeological context in Northern Chile. Journal of Heritage Science 3: 32.
SEPÚLVEDA, M., B. ARRIAZA, V. STANDEN, H. ROUSSELIERE, E. VAN ELSLANDE, C. SANTORO y P. WALTER. 2015. Análisis microestratigrafícos de recubrimientos corporales de una momia Chinchorro, extremo norte de Chile. Chungara 47 (2): 239-247.
SEPÚLVEDA, M., H. ROUSSELIERE, E. VAN ELSLANDE, B. ARRIAZA, V. STANDEN, C. SANTORO y P. WALTER. 2014. Study of color pigments associated to Archaic chinchorro mummies and grave goods in Northern Chile (7.000- 3.500 B.P.). Journal of Heritage Science 2: 7. SCOPUS
SEPÚLVEDA, M., V. FIGUEROA y S. PAGÉS- CAMAGNA. 2013. Copper pigment making in the Atacama Desert (northern Chile). Latin American Antiquity 24(4): 467-482.